# Channapha Khamvongsa
Channapha Khamvongsa   (Vientiane, 1973) és la fundadora i exdirectora executiva laosiana-americana de Legacies of War ('Llegats de la guerra'), una organització sense ànim de lucre amb seu a Washington DC dedicada a sensibilitzar sobre la història i els efectes continuats dels bombardejos de l'època de la guerra de Vietnam a Laos mitjançant l'ús de l'art, la cultura, l'educació i l'activisme.
El setembre de 2016, el president estatunidenc Barack Obama va reconèixer els esforços de l'activisme de Channapha a Laos, quan es va convertir en el primer president dels Estats Units a visitar el país.

## Joventut
Khamvongsa va néixer a Vientiane, la capital de Laos. No obstant això, com a resultat de la Guerra civil laosiana, el 1979 la seva família i ella, que llavors tenia sis anys, es van veure obligats a fugir a causa de la incertesa política i econòmica.
Un vaixell va portar les vuit persones de la família a través del riu Mekong en parelles. Khamvongsa i el seu pare van esperar que la mare els contactés per confirmar-los que havia passat amb èxit la frontera amb Tailàndia. Com que no van rebre notícies de la mare, el pare de Khamvongsa va decidir fer-la passar d'amagat la frontera, tota sola, amb l'ajut d'un desconegut. Posteriorment, Khamvongsa va trobar la resta de la seva família en un camp de refugiats.
Tement ser detectat per la patrulla fronterera tailandesa, el pare de Khamvongsa va intentar passar la frontera nedant a través del riu. Tot i passar-la, la patrulla fronterera tailandesa el va detenir i el va tancar dins d'una cel·la. Per casualitat, un amic de la família el va reconèixer mentre passava el riu i va explicar a la família de Khamvongsa la seva situació. L'amic també coneixia un supervisor del camp de refugiats i, després d'enviar algú amb diners per pagar la seva llibertat, els vuit es van poder reunir.
El 1980, després d'un any al camp de refugiats, Khamvongsa i la seva família van marxar cap a Falls Creek, Virginia. De petita, Khamvongsa sabia molt poc sobre la guerra secreta a Laos. Per a la generació dels seus pares, el trauma que havien patit va fer que molts ignoressin o simplement oblidessin les seves experiències passades. A través de la seva pròpia investigació posterior, Khamvongsa va ser capaç de descobrir el passat violent de la seva terra natal i com aquest passat afectava el seu present.

## Educació
Khamvongsa va obtenir el títol de llicenciada en ciències en administració pública per la Universitat George Mason el 1996. El 2002 va rebre un màster en Polítiques Públiques per la Universitat de Georgetown.

## Carrera professional

### Experiència laboral prèvia
Abans de fundar Legacies of War, Khamvongsa va treballar a la Fundació Ford (a la Unitat de Pau i Justícia Social), al Centre de Lideratge Públic i sense ànim de lucre de la Universitat de Georgetown, al Centre d'acció de recursos del sud-est asiàtic, al Bill and Melinda Gates Millennium Scholars Program, el National Asian Pacific Center on Envelliment, i a NEO Philanthropy.
El 2003, mentre estava a la Fundació Ford, va entrar en contacte amb John Cavanagh, qui havia treballat estretament amb Fred Branfman i el seu llibre Voices from the Plain of Jars. Després de parlar de la seva connexió comuna amb Laos, li va donar una carpeta plena de dibuixos fets pels supervivents dels bombardejos a Laos. Els dibuixos, juntament amb narracions personals, havien estat recollits per un assessor educatiu estatunidenc i el seu company laotià als camps de refugiats de Vientiane el 1970 i el 1971. Les imatges, fetes amb llapis, bolígrafs, retoladors i llapis de colors, representaven les experiències horribles dels supervivents. Va ser a través d'aquesta interacció que Khamvongsa es va motivar a crear una organització dedicada a defensar la retirada de la munició no explotada a Laos.

### Llegats de la guerra

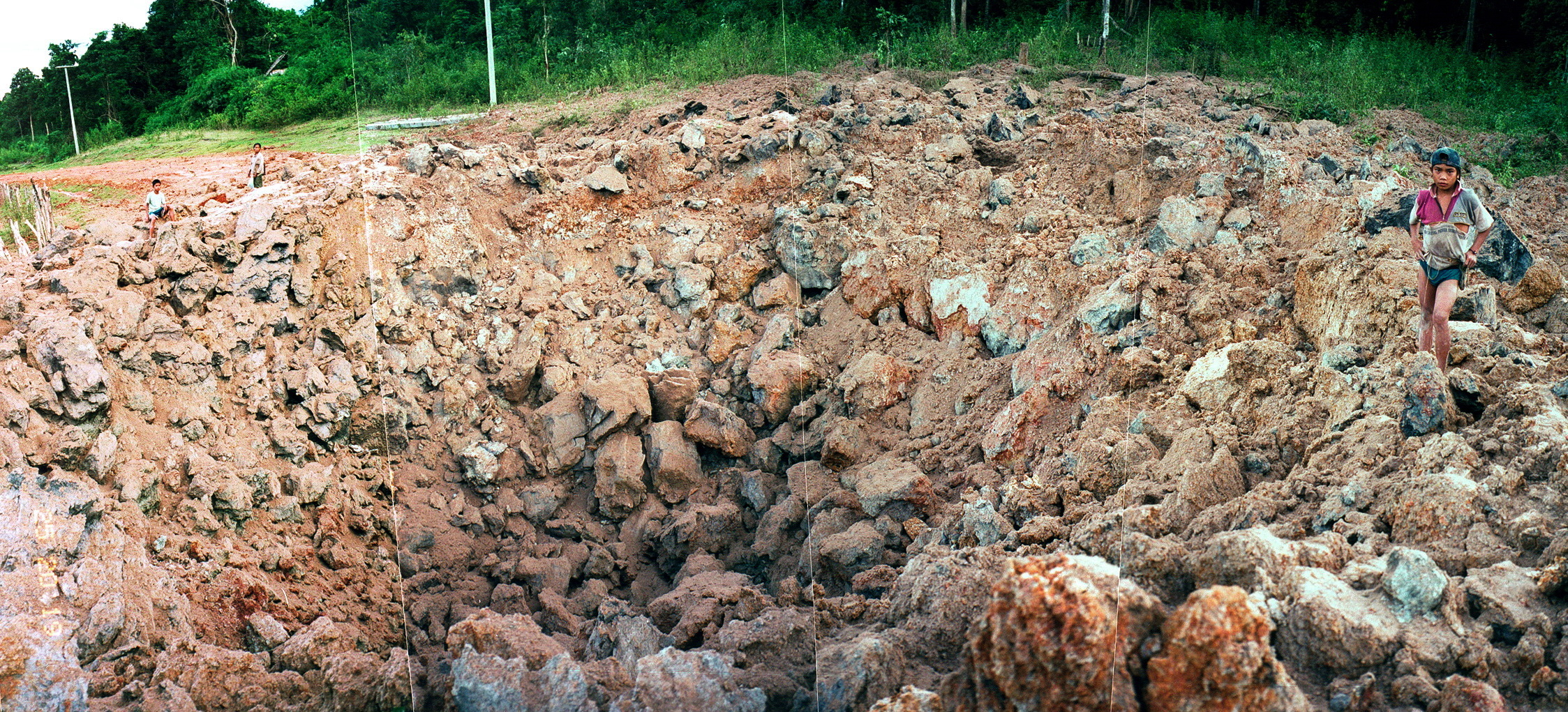
El cràter d'una bomba no explotada que va explotar sense previ avís al nord de Xépôn, Laos. La bomba havia penetrat i s'havia enterrat en un terreny tou sota el centre d'una carretera d'accés local, a mig camí entre dos pobles situats a uns 500 metres de distància. No hi va haver ferits

El 2004, Khamvongsa va fundar Legacies of War (Llegats de la guerra), una organització sense ànim de lucre patrocinada fiscalment per NEO Philanthropy, dedicada a cridar l'atenció sobre la sensibilització, l'educació i la retirada de la munició no explotada a Laos.
El 2010, Khamvongsa va parlar davant de la Cambra de Representants del Subcomitè d'Àsia, el Pacífic i el Medi Ambient Mundial, dins de la Comissió d'Afers Exteriors, que va abordar la necessitat d'un major finançament per a la retirada de la munició no explotada a Laos.
El setembre de 2016, el president estatunidenc Barack Obama va reconèixer directament els esforços de Khamvongsa i de Legacies of War durant una visita a Laos, la primera visita d'aquest tipus d'un president dels Estats Units. Durant un discurs al Saló Nacional de Cultura de Laos, Obama va remarcar que «durant anys, va instar els Estats Units a fer més per ajudar a eliminar les bombes sense explotar aquí a Laos». «Hi ha molts i molts problemes en aquest món que potser no es podran resoldre al llarg de la vida», va dir, «però aquest és un problema que podem solucionar. Per tant, Channapha, li donem les gràcies per haver treballat per solucionar aquest problema».
Mitjançant els esforços de Legacies of War, el finançament anual dels Estats Units d'Amèrica per a l'eliminació de munició no explotada a Laos ha augmentat dràsticament, passant de 2,7 milions de dòlars a un compromís de 30 milions de dòlars per a 2016-2018. Els esforços de Khamvongsa a través de Legacies of War van ser coberts per diverses fonts de notícies, com ara The New York Times, PBS i CBS.
Legacies of War segueix cridant l'atenció sobre la qüestió de la munició no explotada a Laos, i assegurant-se que el sector de la munició no explotada a Laos obtingui el finançament necessari per fer que Laos torni a ser un lloc segur. L'objectiu és reduir a zero el nombre anual de baixes per munició no explotada a Laos.

## Premis i honors
Destinatària del Premi d'Alumnes Distingits de Georgetown McCourt, que reconeix un historial d'èxits destacats dins de la professió escollida o un servei demostrat a la comunitat McCourt i GPPI.
Channapha va ser la ponent principal a la Laotian American Scholarship Foundation el 2017, de la Cimera d'Escriptors lao-americans de 2016, i de la Societat lao-americana el 2016.
Va ser nomenada membre de la Comissió de Dones de Seattle i, el 2012, va ser seleccionada per ser la Directora Executiva del Programa Internacional per a la Promoció de Carreres de l'ICAP a l'Institut Aspen, Aspen (Colorado), i va formar part del consell d'administració de l'Aliança de Dones Refugiades i de la Conference on Asian Pacific American Leadership (CAPAL).
Destinatària del Friends Without a Border Healing Asia (2015)
El 2010, Channapha Khamvongsa va declarar davant del Congrés dels Estats Units d'Amèrica per discutir el tema de la munició no explotada a Laos i el finançament dels Estats Units per a la seva eliminació. L'audiència es va celebrar davant la Comissió d'Afers Exteriors de la Cambra, el Subcomitè d'Àsia, el Pacífic i el Medi Ambient Mundial, presidit pel representant Faleomavaega (Samoa Americana).

## Obres publicades
- Foundation Trustee Fees: Use and Abuse, The Center for Public and Nonprofit Leadership, Georgetown Public Policy Institute, setembre de 2003.[21]
- Cluster Bombs in Laos, Critical Asian Studies, vol 41(2), juny de 2009.[22]
- After War, A New Legacy of Peace in Laos, The White House Medium, setembre de 2016.[23]